# Émilie Turmel
Pour les articles homonymes, voir Turmel.
Émilie Turmel est une poétesse québécoise. Elle est née à Montréal en 1988 et habite à Moncton.

## Biographie

### Enfance et formation
Émilie Turmel est née à Montréal en 1988 et a grandi à Québec. Elle a obtenu une maîtrise en littérature et un diplôme en création de livres-objets de l’Université Laval et a été enseignante de philosophie.

### Profession
Elle a travaillé en tant qu’adjointe à la programmation à la Maison de la littérature de Québec. À partir de novembre 2018, elle est directrice générale du Festival Frye, le plus grand festival littéraire du Canada atlantique. Basé à Moncton, ce festival bilingue, nommé en l’honneur du critique littéraire Northrop Frye, se déroule depuis l’an 2000 et a accueilli plus de 800 auteurs provenant de la région et de l’étranger. En mars 2023, les Éditions Perce-Neige annoncent sa nomination au poste de directrice littéraire de l'organisme.

### Poésie
Émilie Turmel commence à écrire de la poésie au cégep et à envoyer ses textes dans des revues à l’université. En 2017, elle publie un poème dans une anthologie produite par la revue Françoise Stéréo. À partir de 2018, elle publie plusieurs textes dans Ancrages, une revue acadienne de création littéraire. Également en 2018, elle publie son premier recueil, Casse-gueules, aux éditions Poètes de brousse. En 2020, elle publie un deuxième recueil, Vanités, toujours chez Poètes de brousse. Casse-gueules a été finaliste au prix Émile-Nelligan et a reçu le prix René-Leynaud.
Certains des poèmes d'Émilie Turmel ont été traduits en anglais et en espagnol. Ses textes ont été publiés au Canada, en France, en Espagne et en Colombie. Ses recueils abordent entre autres le thème de l'écriture féminine.

## Œuvres
- Casse-gueules, Montréal, Poètes de brousse, 2018[8]
- Vanités, Montréal, Poètes de brousse, 2020[1]
- Berceuses, Montréal, Poètes de brousse, 2023[9]

## Distinctions
- 2019 - Finaliste du prix Émile-Nelligan, Casse-gueules[10]
- 2019 - Récipiendaire du prix René-Leynaud, Casse-gueules[11]
- 2020 - Lauréate du prix Louise-Labé pour Vanités
- 2024 - Finaliste du prix Émile-Nelligan, Berceuses[12]